# Francesco Barozzi
Francesco Barozzi (en latín, Franciscus Barocius) (9 de agosto de 1537 – 23 de noviembre de 1604) fue un matemático, astrónomo y humanista italiano.

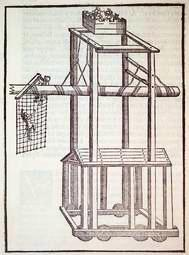
Una máquina de asedio de Barozzi. (Heronis mechanici liber (1572)).

## Biografía
Barozzi nació en la isla de Creta, en Candia (ahora Heraclión), por entonces una posesión veneciana. Era hijo de Iacopo Barozzi, un noble veneciano. Fue educado en Padua, y estudió matemáticas en la Universidad de Padua. Sus propiedades en Creta, heredadas de su padre, le rentaban unos ingresos de unos 4.000 ducados, aunque parece que pasó la mayor parte de su vida en Venecia. Dada su desahogada posición económica, pudo dedicarse independientemente a la investigación por su cuenta, por lo que no mantuvo contactos académicos con la universidad, aunque pronunció una conferencia titulada "De sphaera de Sacrobosco" en la Universidad de Padua en 1559.
Barozzi tradujo muchos trabajos antiguos, incluyendo la edición de los elementos de Euclides  de Proclo (publicados en Venecia en 1560), así como los trabajos matemáticos de Herón, Pappus y Arquímedes.
Murió en Venecia en 1604.

## Matemáticas

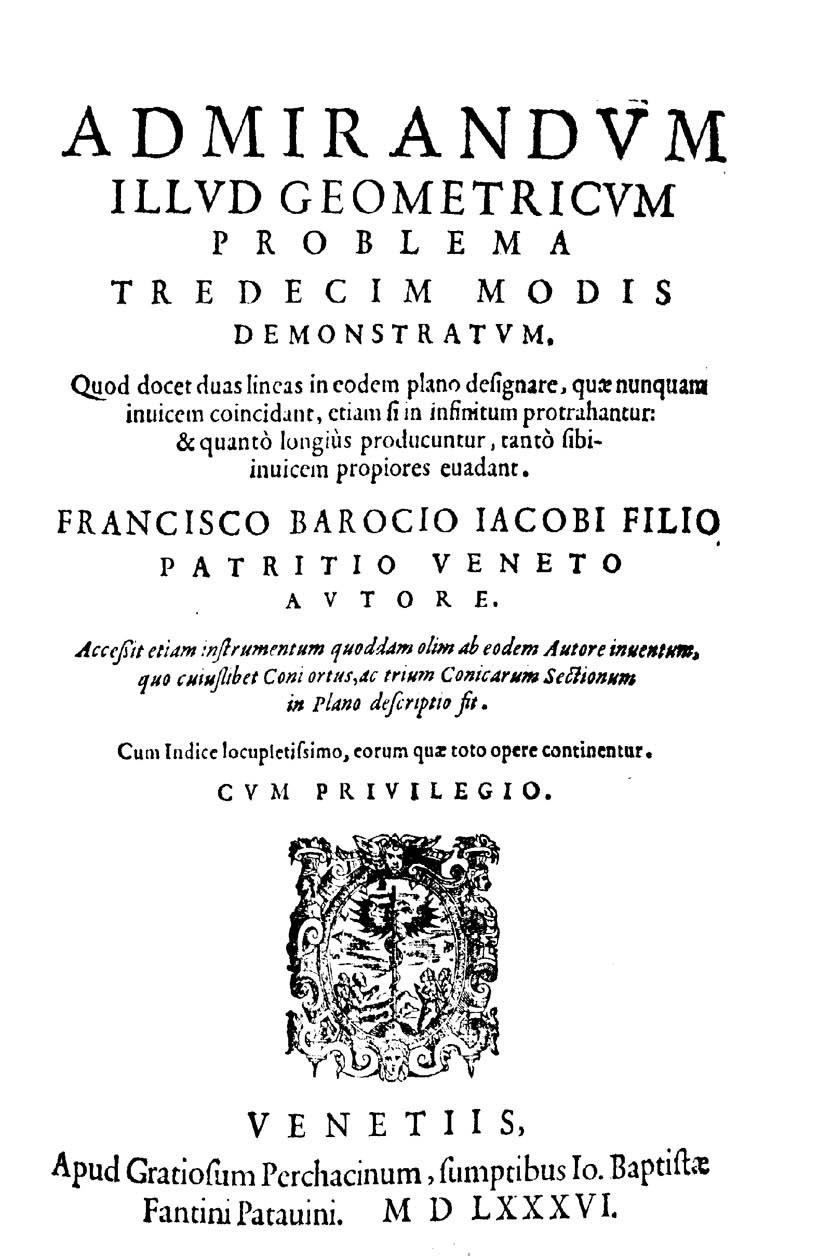
Admirandum illud geometricum problema tredecim modis demonstratum, 1586

Barozzi contribuyó al resurgimiento general de la geometría de Euclides. Mantuvo correspondencia con diversos matemáticos, como el jesuita alemán Christopher Clavius. Sus trabajos originales incluyen "Cosmographia in quatuor libros distributa summo ordine, miraque facilitate, ac brevitate ad magnam Ptolemaei mathematicam constructionem, ad universamque astrologiam institutens" (1585), dedicada al Duque de Urbino.  Este trabajo trata sobre cosmografía y los sistemas matemáticos de Tolomeo.  Barozzi también describió 13 maneras distintas de dibujar una línea paralela en su "Admirandum illud geometricum problema tredecim modis demonstratum quod docet duas lineas in eodem plano designare, quae nunquam invicem coincidant, etiam si in infinitum protrahantur: et quanto longius producuntur, tanto sibiinuicem propiores euadant" (1586).
En su "Opusculum: in quo una Oratio et due Questiones, altera de Certitude et altera de Medietate Mathematicarum continentur", Barozzi hacía hincapié en que "la certeza de las matemáticas está contenida en el rigor sintáctico de las demostraciones." Barozzi dedicó este trabajo a Daniele Barbaro.

## Otros trabajos
También escribió Rythmomachia (1572), obra dedicada a Camille Paleotti, un Senador de Bolonia. Este trabajo está basado en el juego matemático del mismo nombre, también conocido como el "Juego de los Filósofos".
Como estudioso de la antigüedad clásica, copió numerosas inscripciones griegas en Creta. Su colección de inscripciones fue posteriormente heredada por su sobrino Iacopo Barozzi (1562–1617), quien las dio a conocer mediante su edición. Esta colección fue más tarde adquirida en 1629 por la Universidad de Oxford, y ha sido conservada hasta hoy en día en la Biblioteca Bodleiana.

## Acusaciones de hechicería
Barozzi fue acusado de ser un brujo, cargo que la publicación de libro "Pronostico Universale di tutto il mondo" (Bolonia, 1566) (una colección de las profecías de Nostradamus para los años 1565–1570) contribuyó a agravar. También publicó una edición especial de "Oracula Leonis" en 1577 (dedicada al gobernador de Creta, Giacomo Foscarini), una colección de profecías crípticas atribuidas al Emperador bizantino León VI el Sabio.
Alrededor de 1583, Barozzi fue juzgado por la Inquisición de un cargo no aclarado y fue declarado culpable. En 1587,  fue acusado de apostasía, herejía, y ocultismo; e incluso de haber causado una tormenta de lluvia torrencial en Creta. Declarado culpable otra vez, fue forzado a donar tres cruces de plata con un coste de 100 ducados y recibió una sentencia de prisión suspendida. Cuando era estudiante universitario, Barozzi también fue acusado de apropiarse del cabello de algunas personas para usos desconocidos, quizás para sus hábitos de hechicería.

## Reconocimientos
- El cráter lunar Barocius lleva este nombre en su honor.[2]